# 泉州经贸职业技术学院慈山分院
泉州经贸职业技术学院慈山分院是泉州经贸职业技术学院的一个下属教学机构，位于福建省泉州市安溪县湖头镇。
1992年，福建省泉州慈山财经学校成立。2007年8月3日，学校增挂“泉州经贸职业技术学院慈山分院”的牌子。2009年9月，学校成建制并入泉州经贸职业技术学院。

## 专业设置
大专：
- 广告艺术设计
- 视觉传达设计
- 数字媒体艺术设计
- 艺术设计
- 应用电子技术

中专：
- 会计事务
- 计算机应用
- 电子商务和计算机平面设计

## 内设机构
- 综合科
- 教务科
- 学生科
- 总务科
- 保卫科

## 附设机构
- 工会
- 团委
- 财务室
- 艺术设计教研室
- 会计教研室
- 商务教研室
- 公共基础课教研室
- 图书馆
- 网络电教中心
- 继续教育室
- 李光地文化研究中心